# Apareiodon cavalcante
Apareiodon cavalcante är en fiskart som beskrevs av Carla Simone Pavanelli och Heraldo A. Britski 2003. Apareiodon cavalcante ingår i släktet Apareiodon och familjen Parodontidae. Inga underarter finns listade i Catalogue of Life.